# كانديس بيرت
كانديس بيبي بيرت (بالإنجليزية: Candace Pert)‏ (26 يونيو 1946 - 12 سبتمبر 2013) عالمة أعصاب، وطبيبة صيدلانية أمريكية اكتشفت مستقبل الأفيون، واكتشفت موقع الارتباط الخلوي للإندورفين في الدماغ.

## سيرة شخصية
ولدت في 26 يونيو 1946 في مانهاتن ، بمدينة نيويورك.
في عام 1974، حصلت كانديس بيرت على درجة الدكتوراه. في علم الصيدلة من كلية الصيدلة بجامعة جونز هوبكنز، حيث عملت في مختبر سولومون سنايدر واكتشفت مستقبلات الأفيون في الدماغ،  وأكملت دراستها الجامعية في علم الأحياء بامتياز في عام 1970 من كلية برين ماور في بنسلفانيا.
أجرت بيرت زمالة المعاهد الصحة الوطنية الأمريكية بعد الدكتوراه مع قسم علم الأدوية في كلية الطب بجامعة جونز هوبكنز من 1974-1975.
أجرت بحثًا في المعهد الوطني للصحة العقلية من 1975 إلى 1987.
بيرت هي مؤلفة جزيئات العاطفة . ظهرت كواحدة من الخبراء في إنتاج فيديو بيل مويرز PBS 1993، «الشفاء والعقل»، وفي فيلم 2004 What the # $ *! هل نعلم! ؟؟؟ .
بدأت من عام 1975، شغلت بيرت العديد من المناصب البحثية مع المعهد الوطني للصحة العقلية. في عام 1983 أصبحت رئيسة قسم الكيمياء الحيوية في الدماغ في فرع علم الأعصاب السريري، والرئيسة الوحيدة في NIMH.
غادرت لتأسيس وتوجيه مختبر خاص للتكنولوجيا الحيوية في عام 1987.
كانت بيرت أستاذة للبحوث في قسم علم وظائف الأعضاء والفيزياء الحيوية في كلية الطب بجامعة جورجتاون في عاصمة واشنطن. في سنواتها الأخيرة، كانت مع RAPID Pharmaceuticals. 
توفيت في 12 سبتمبر 2013 في بوتوماك بولاية ماريلاند.  

## ميراث
كانت بيرت عالمة صيدلانية معترف بها دوليًا. نشرت أكثر من 250 مقالة علمية عن الببتيدات ومستقبلها، ودور هذه الببتيدات العصبية في جهاز المناعة.
اشتمل عملها الأول كباحثة على اكتشاف مستقبلات الأفيون وأفعال المستقبلات. كانت لها سمعة دولية في مجال علم الأدوية العصبية وببتيد المستقبلات والتشريح العصبي الكيميائي، كما قامت بيرت بإلقاء محاضرات في جميع أنحاء العالم حول هذه الموضوعات وغيرها، بما في ذلك نظرياتها حول العواطف والتواصل بين العقل والجسم، شرح كتابها الشهير، جزيئات العاطفة: لماذا تشعر بالطريقة التي تشعر بها ، (سكريبنر، 1997) في بحثها ونظرياتها. كانت واردة في مجلة الواشنطونية (ديسمبر 2001) باعتبارها واحدة من الأفراد واشنطن الخمسين «أفضل وألمع». حصلت على العديد من براءات الاختراع لالببتيدات المعدلة في علاج الصدفية ومرض الزهايمر ومتلازمة التعب المزمن والسكتة الدماغية وصدمة الرأس. واحد من هؤلاء، الببتيد T ، تم النظر فيه لعلاج الإيدز العصبي . تم إجراء تجربة سريرية ثم تم التحكم فيها من قبل الدواء الوهمي، وثلاثة مواقع، وأكثر من 200 مريض من NIH والتي كانت معنية بشكل أساسي بالتحسينات العصبية المحتملة، بين عامي 1990 و 1995. تم العثور على أن تأثير الببتيد T لم يكن مختلفًا بشكل كبير عن تأثير الدواء الوهمي على نقاط النهاية الأولية للدراسة - الجوانب المختلفة لوظيفة الدماغ. ومع ذلك، ارتبط الببتيد T بتحسين الأداء (الذاكرة والتعلم) في المجموعة الفرعية من المرضى الذين يعانون من ضعف إدراكي أكثر حدة. وأظهرت التحاليل تأخرا طويلًا للتأثيرات المضادة للفيروسات من دراسة NIH أن حمل الفيروس المحيط (البلازما المجمعة والمصل) انخفض بشكل كبير في المجموعة المعالجة DAPTA. أظهرت دراسة أجريت على أحد عشر شخصًا لتأثيرات الببتيد T على الحمل الفيروسي الخلوي انخفاضًا في خزان الوحدات المصابة إلى مستويات غير قابلة للكشف في معظم المرضى. كانت بيرت تطور علاجات مضادة للالتهابات الببتيد نشطة شفويا للألم ومرض الزهايمر ودراسات لعلاج الخزانات الفيروسية المستمرة لفيروس نقص المناعة البشرية.

 وصفت صحيفة سيدني مورنينج هيرالد برت في عام 2004: 
 كمجرد طالب خريج، في عام 1972 اكتشفت كانديس بيرت مستقبل الأفيون في الدماغ - الموقع الخلوي حيث تتحد مسكنات الألم و «صانعو النعيم»، الإندورفين، مع الخلايا لنسج سحرهم. 

 أدت اكتشافات بيرت إلى ثورة في علم الأعصاب، مما ساعد على فتح الباب للنموذج «القائم على المعلومات» للدماغ الذي يحل الآن محل النموذج «البنيوي» القديم. . . 
تبدأ جزيئات Emotion كمفتوحة للعيان في الحرب الفكرية للاكتشافات العلمية الحديثة - مهارة الألعاب، والاستخفاف الخبيث لنتائج الآخرين - ولكن أيضًا في العمل على مدار الساعة، وابتهاج الاختراق المشترك، وبطء نهضة مؤلمة للمرأة في المهن العلمية. 

 يختتم الكتاب بالمؤلفة بدمج العلم الذي ابتكرته مع «أدوية الطاقة» الشاملة التي تعمل على نفس المبادئ - حتى الآن بدون مبررات علمية. 
 يشار إلى الدواء التجريبي كعلاج بديل لفيروس نقص المناعة البشرية / الإيدز في فيلم 2013 Dallas Buyers Club . 

## مظاهر الحدث
- تم تكريم بيرت من قبل مركز نيويورك المفتوح في 7 نوفمبر 2006، على «قيادتها عبر الجسر بين العلم والقلب».   [ هذا الاقتباس يحتاج إلى اقتباس ]
- حصلت بيرت على جائزة المرة الأولى من مؤسسة ثيوفراستوس باراسيلسوس في الطب الشمولي لعملها الرائد في مجال علم المناعة العصبية (سانت غالن، سويسرا) في 12 أبريل 2008.

## المظاهر الأخرى
في عام 2004، كانت بيرت شريكة في المقابلة في الفيلم الوثائقي حيث ظهرت عدة مرات. كما ظهرت في فيلم Louise Hay 2009.

## كتب
- جزيئات العاطفة: العلم بين العقل والجسم الطب الكاتب (1999)، (ردمك 0-684-84634-9)
- كل ما تحتاج إلى معرفته لتشعر به (o) د ، مع Nancy Marriott، Hay House ، Inc. (2006)، (ردمك 1-4019-1059-9)